# 스데도브 공항

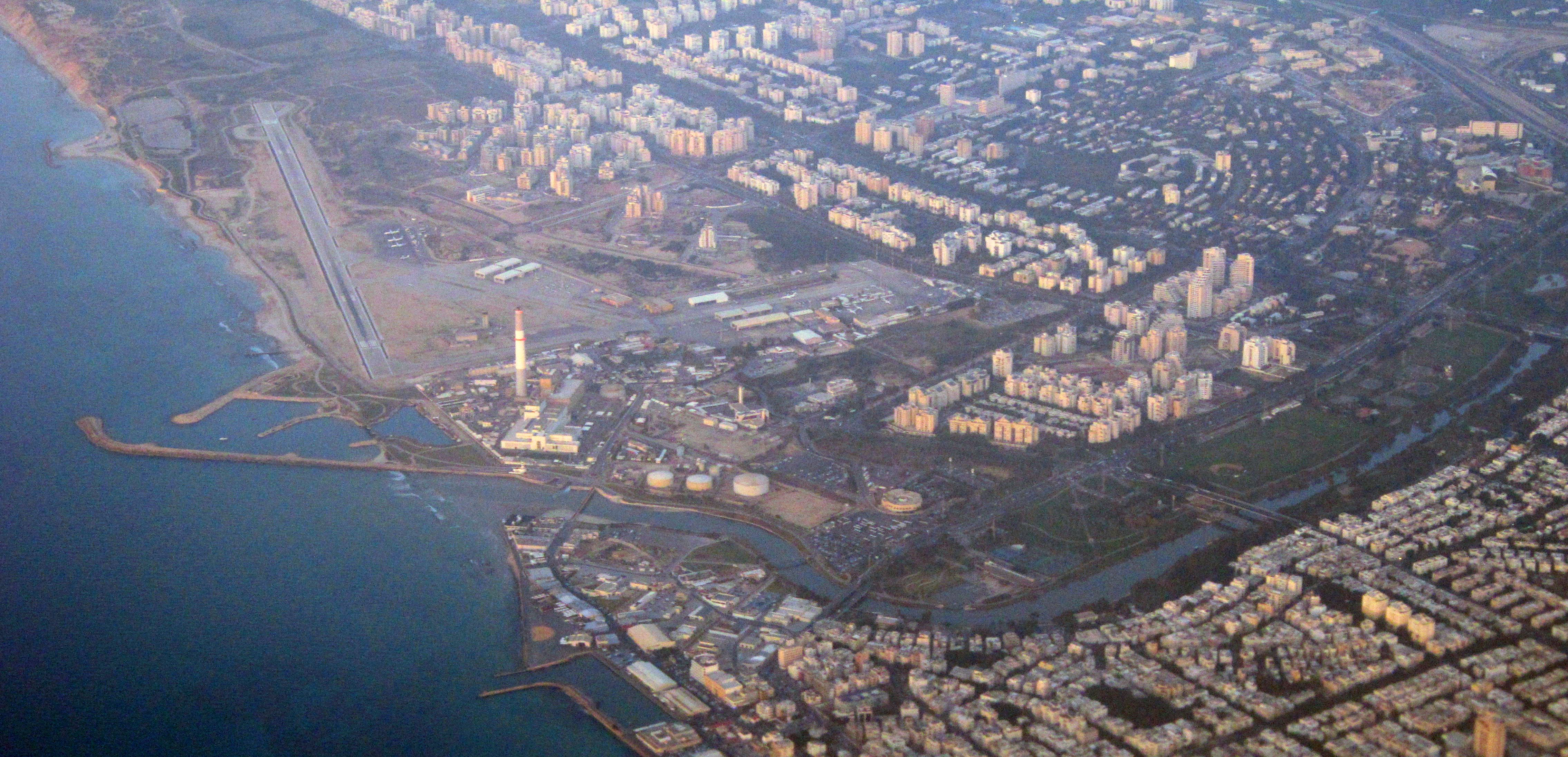

스데도브 공항(Sde Dov Airport, 히브리어: שדר דב,, 아랍어: مصار سدي دوب, IATA: SDV, ICAO: LLSD)은 이스라엘 텔아비브에 있는 공항으로, 주로 이스라엘 북부 에일라트(하이파, 갈릴래아, 골란고원)으로 가는 정기 국내선 항공편을 취급했으며 이스라엘 공군(IAF)의 기지로도 사용되었다. 텔아비브에서 가장 큰 공항이었으며, 로드 외곽의 벤 구리온 공항에 이어 이 지역에서 두 번째로 큰 공항이었다. 이 공항은 1938년에 개항했으며 유대계 항공의 선구자 중 한 명인 도브호즈(Dov Hoz)의 이름을 따서 명명되었다. 가치가 있는 해변 부지에 고급 주거용 아파트를 건설하기 위해 공항을 폐쇄하겠다는 논란의 여지가 있었고 오랫동안 지연 계획이 발효된 후 2019년 6월 30일에 운영을 중단했다. 상용 항공기는 벤구리온 공항으로 이동했고 군용 항공기는 다른 IAF 기지들로 이동했다. 이 공항은 아키아 이스라엘 항공과 이스라에어 항공의 거점 도시의 역할을 했다.